# 斯科特縣 (明尼蘇達州)
斯科特縣（英語：Scott County）是美国明尼蘇達州東南部的一個縣，西、北界明尼苏达河。面積955平方公里。根據2020年美國人口普查，共有人口150,928人。縣治沙科皮。該縣成立於1853年3月5日，縣名紀念軍事家、代表輝格黨參加1852年美國總統選舉的温菲尔德·斯科特。